# Gruta de Paraíso

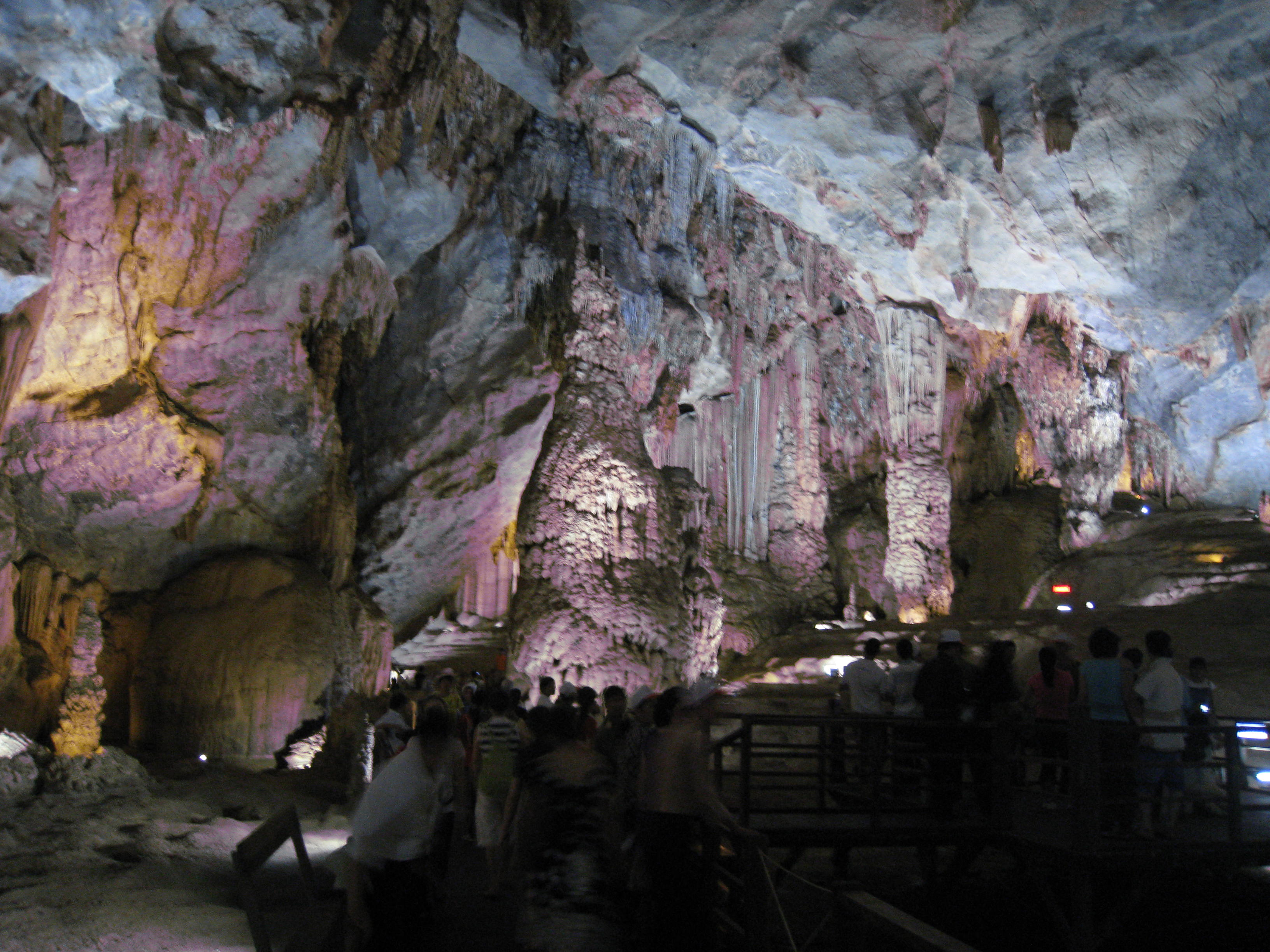
Gruta de Paraíso

La Cueva Paraíso es una gruta de la provincia de Quảng Bình, Vietnam. Está situada en el Parque nacional Phong Nha-Kẻ Bàng.
En 2005, un equipo de espeleólogos de la Asociación Británica para la Investigación de Cuevas (British Cave Research Association) exploró en el mencionado parque, patrimonio natural mundial en la provincia central de Quảng Bình, una gruta bautizada Thien Duong ("Paraíso"). Se trata de una cueva de origen kárstico con una planta de más de 31 km de recorrido, siendo la más grande y larga en el parque Phong Nha-Kẻ Bàng. Desde 2010 está abierta al público. Para la visita se ha habilitado un recorrido lineal de pasarelas de aproximadamente 1100 metros con un sistema de iluminación que realza las enormes formaciones de estalactitas y estalagmitas.